# Champdeniers
Champdeniers (en poitevin Chandna), précédemment nommée Champdeniers-Saint-Denis entre 1973 et 2018, est une commune française située dans le département des Deux-Sèvres, en région Nouvelle-Aquitaine.
On appelle ses habitants les Campidénariens.

## Géographie
Champdeniers est une petite ville située dans une cuvette. Elle est baignée par l'Égray.
La commune se situe au croisement des routes nationales 745 et 748 reliant du nord au sud Bressuire à Niort et de l'est à l'ouest Fontenay-le-Comte à Saint-Maixent-l'École.

### Climat
Pour des articles plus généraux, voir Climat de la Nouvelle-Aquitaine et Climat des Deux-Sèvres.
Historiquement, la commune est exposée à un climat océanique du nord-ouest.  
En 2020, Météo-France publie une typologie des climats de la France métropolitaine dans laquelle la commune est exposée à un climat océanique et est dans la région climatique  Poitou-Charentes, caractérisée par un bon ensoleillement, particulièrement en été et des vents modérés.
Pour la période 1971-2000, la température annuelle moyenne est de 11,9 °C, avec une amplitude thermique annuelle de 14,2 °C. Le cumul annuel moyen de précipitations est de 947 mm, avec 12,9 jours de précipitations en janvier et 7,2 jours en juillet. Pour la période 1991-2020, la température moyenne annuelle observée sur la station météorologique la plus proche, située sur la commune de Surin à 5 km à vol d'oiseau, est de 12,9 °C et le cumul annuel moyen de précipitations est de 936,5 mm,. Pour l'avenir, les paramètres climatiques de la commune estimés pour 2050 selon différents scénarios d’émission de gaz à effet de serre sont consultables sur un site dédié publié par Météo-France en novembre 2022.

## Urbanisme

### Typologie
Au 1er janvier 2024, Champdeniers est catégorisée bourg rural, selon la nouvelle grille communale de densité à sept niveaux définie par l'Insee en 2022.
Elle est située hors unité urbaine. Par ailleurs la commune fait partie de l'aire d'attraction de Niort, dont elle est une commune de la couronne,. Cette aire, qui regroupe 91 communes, est catégorisée dans les aires de 50 000 à moins de 200 000 habitants,.

### Occupation des sols
L'occupation des sols de la commune, telle qu'elle ressort de la base de données européenne d’occupation biophysique des sols Corine Land Cover (CLC), est marquée par l'importance des territoires agricoles (89,2 % en 2018), en diminution par rapport à 1990 (91,7 %). La répartition détaillée en 2018 est la suivante : terres arables (41,5 %), prairies (29,5 %), zones agricoles hétérogènes (17 %), zones urbanisées (6,6 %), forêts (3 %), zones industrielles ou commerciales et réseaux de communication (1,2 %), cultures permanentes (1,2 %). L'évolution de l’occupation des sols de la commune et de ses infrastructures peut être observée sur les différentes représentations cartographiques du territoire : la carte de Cassini (XVIIIe siècle), la carte d'état-major (1820-1866) et les cartes ou photos aériennes de l'IGN pour la période actuelle (1950 à aujourd'hui).

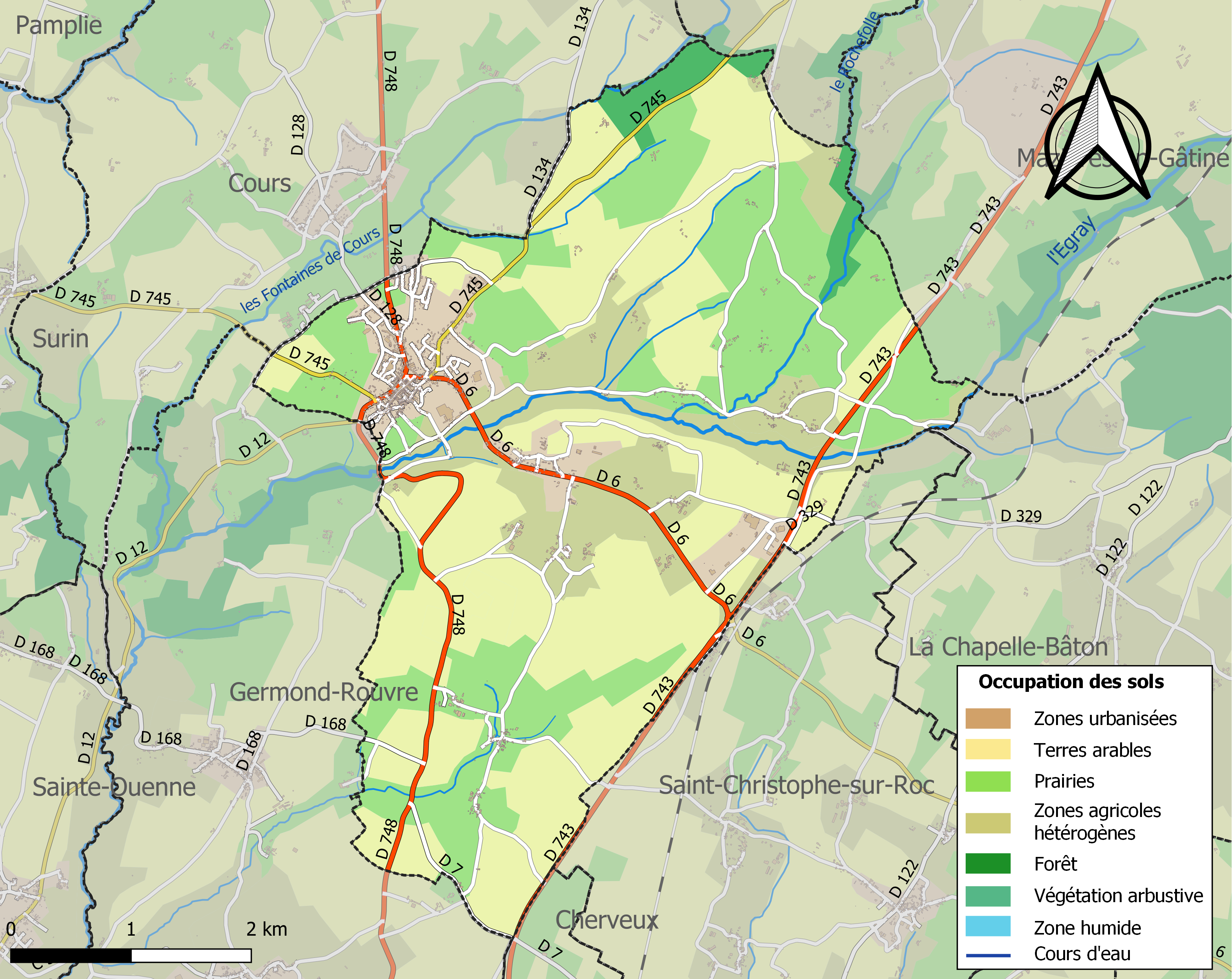
Carte des infrastructures et de l'occupation des sols de la commune en 2018 (CLC).

### Risques majeurs
Le territoire de la commune de Champdeniers est vulnérable à différents aléas naturels : météorologiques (tempête, orage, neige, grand froid, canicule ou sécheresse), inondations, mouvements de terrains et séisme (sismicité modérée). Il est également exposé à un risque technologique, le transport de matières dangereuses, et à un risque particulier : le risque de radon. Un site publié par le BRGM permet d'évaluer simplement et rapidement les risques d'un bien localisé soit par son adresse soit par le numéro de sa parcelle.

#### Risques naturels
Certaines parties du territoire communal sont susceptibles d’être affectées par le risque d’inondation par débordement de cours d'eau, notamment l'Égray. La commune a été reconnue en état de catastrophe naturelle au titre des dommages causés par les inondations et coulées de boue survenues en 1982, 1983, 1999, 2010 et 2011,.

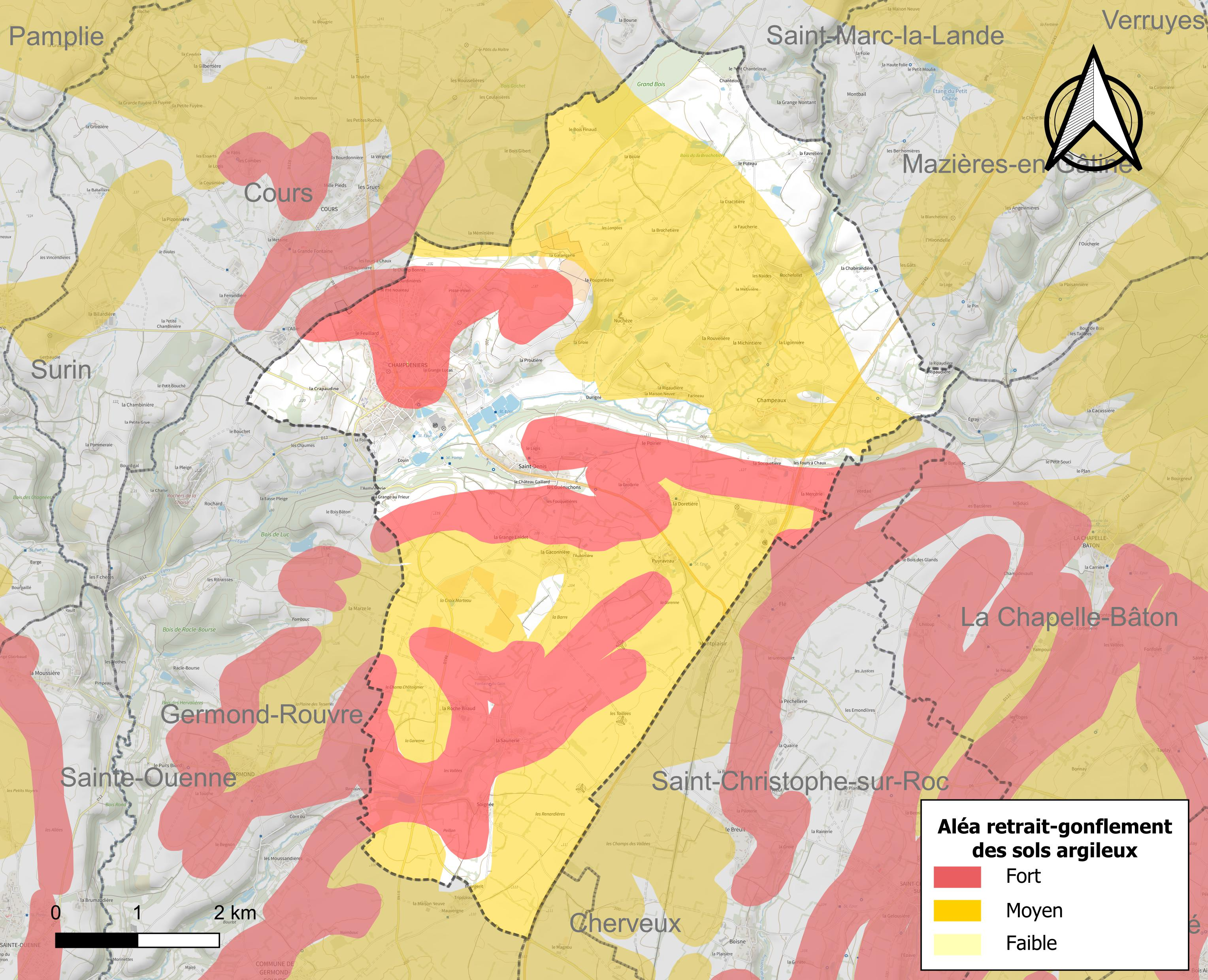
Carte des zones d'aléa retrait-gonflement des sols argileux de Champdeniers.

Les mouvements de terrains susceptibles de se produire sur la commune sont des tassements différentiels. Le retrait-gonflement des sols argileux est susceptible d'engendrer des dommages importants aux bâtiments en cas d’alternance de périodes de sécheresse et de pluie. 74,9 % de la superficie communale est en aléa moyen ou fort (54,9 % au niveau départemental et 48,5 % au niveau national). Depuis le 1er octobre 2020, en application de la loi ELAN, différentes contraintes s'imposent aux vendeurs, maîtres d'ouvrages ou constructeurs de biens situés dans une zone classée en aléa moyen ou fort,.
La commune a été reconnue en état de catastrophe naturelle au titre des dommages causés par la sécheresse en 2009 et 2017 et par des mouvements de terrain en 1999 et 2010.

#### Risque particulier
Dans plusieurs parties du territoire national, le radon, accumulé dans certains logements ou autres locaux, peut constituer une source significative d’exposition de la population aux rayonnements ionisants. Selon la classification de 2018, la commune de Champdeniers est classée en zone 3, à savoir zone à potentiel radon significatif.

## Histoire
En 1469, le roi Louis XI, qui priait toujours Notre Dame patronne du royaume de France, séjourna à Champdeniers, avant d'effectuer, à Puyraveau et à Coulonges-sur-Réaux (actuellement Puyravault et Coulonges-sur-l'Autize), une réconciliation avec son frère Charles de Guyenne qui avait provoqué une révolte féodale organisée par Charles le Téméraire en 1465, la ligue du Bien public.
Notes historiques sur Champdeniers au XVIIIe siècle : Foires, faits divers
Au 1er janvier 1973, la commune de Saint-Denis fusionne avec Champdeniers qui prend le nom de Champdeniers-Saint-Denis. À la même date, la commune de Champeaux entre en fusion-association avec Champdeniers.
Le 1er janvier 2017, la commune associée de Champeaux a été fusionnée en fusion simple dans celle de Champdeniers-Saint-Denis.
La commune reprend le nom de Champdeniers en novembre 2018.

## Héraldique
| Blason | Blasonnement : Tranché au premier de gueules à deux écharnoirs d'argent ; au deuxième d'hermine plain ; à la bande ondée d'azur sur le tout. |

## Administration
| Période | Période  | Identité             | Étiquette | Qualité |
| ------- | -------- | -------------------- | --------- | ------- |
| 2001    | 2014     | Alain Champeil       | DVD       |         |
| 2014    | En cours | Jean-François Ferron |           |         |

## Démographie
En 1973, les communes de Champeaux et de Saint-Denis fusionnent en fusion-association avec Champdeniers qui prend le nom de Champdeniers-Saint-Denis. Le 1er janvier 2017, la commune associée de Champeaux est supprimée et fusionne en fusion simple dans la commune de Champdeniers-Saint-Denis. La commune de Champdeniers-Saint-Denis reprend son nom de Champdeniers en novembre 2018

### Avant la fusion des communes de 1973
| 1793 | 1800 | 1806 | 1821 | 1831 | 1836 | 1841 | 1846 | 1851 |
| ---- | ---- | ---- | ---- | ---- | ---- | ---- | ---- | ---- |
| 188  | 205  | 266  | 308  | 282  | 280  | 298  | 268  | 290  |

| 1856 | 1861 | 1866 | 1872 | 1876 | 1881 | 1886 | 1891 | 1896 |
| ---- | ---- | ---- | ---- | ---- | ---- | ---- | ---- | ---- |
| 303  | 295  | 304  | 298  | 314  | 339  | 317  | 349  | 306  |

| 1901 | 1906 | 1911 | 1921 | 1926 | 1931 | 1936 | 1946 | 1954 |
| ---- | ---- | ---- | ---- | ---- | ---- | ---- | ---- | ---- |
| 328  | 317  | 313  | 315  | 320  | 298  | 280  | 254  | 210  |

| 1962 | 1968 | - | - | - | - | - | - | - |
| ---- | ---- | - | - | - | - | - | - | - |
| 206  | 187  | - | - | - | - | - | - | - |

| 1793 | 1800 | 1806 | 1821 | 1831 | 1836 | 1841 | 1846 | 1851 |
| ---- | ---- | ---- | ---- | ---- | ---- | ---- | ---- | ---- |
| 234  | 214  | 212  | 225  | 222  | 258  | 266  | 274  | 261  |

| 1856 | 1861 | 1866 | 1872 | 1876 | 1881 | 1886 | 1891 | 1896 |
| ---- | ---- | ---- | ---- | ---- | ---- | ---- | ---- | ---- |
| 249  | 236  | 238  | 249  | 258  | 254  | 283  | 283  | 274  |

| 1901 | 1906 | 1911 | 1921 | 1926 | 1931 | 1936 | 1946 | 1954 |
| ---- | ---- | ---- | ---- | ---- | ---- | ---- | ---- | ---- |
| 253  | 250  | 263  | 239  | 216  | 215  | 200  | 209  | 178  |

| 1962 | 1968 | - | - | - | - | - | - | - |
| ---- | ---- | - | - | - | - | - | - | - |
| 193  | 241  | - | - | - | - | - | - | - |

| 1793 | 1800  | 1806  | 1821  | 1831  | 1836  | 1841  | 1846  | 1851  |
| ---- | ----- | ----- | ----- | ----- | ----- | ----- | ----- | ----- |
| 991  | 1 193 | 1 112 | 1 274 | 1 380 | 1 432 | 1 424 | 1 412 | 1 437 |

| 1856  | 1861  | 1866  | 1872  | 1876  | 1881  | 1886  | 1891  | 1896  |
| ----- | ----- | ----- | ----- | ----- | ----- | ----- | ----- | ----- |
| 1 406 | 1 377 | 1 372 | 1 347 | 1 326 | 1 362 | 1 380 | 1 426 | 1 405 |

| 1901  | 1906  | 1911  | 1921  | 1926  | 1931  | 1936  | 1946  | 1954  |
| ----- | ----- | ----- | ----- | ----- | ----- | ----- | ----- | ----- |
| 1 406 | 1 412 | 1 342 | 1 174 | 1 217 | 1 186 | 1 190 | 1 138 | 1 112 |

| 1962  | 1968  | - | - | - | - | - | - | - |
| ----- | ----- | - | - | - | - | - | - | - |
| 1 190 | 1 174 | - | - | - | - | - | - | - |

### Après la fusion des communes
À partir du XXIe siècle, les recensements réels des communes de moins de 10 000 habitants ont lieu tous les cinq ans. Pour Champdeniers-Saint-Denis, cela correspond à 2004, 2009, 2014, etc. Les autres dates de recensements (2006, etc.) sont des estimations légales.
| 1975  | 1982  | 1990  | 1999  | 2004  | 2006  | 2009  | 2014  | 2019  |
| ----- | ----- | ----- | ----- | ----- | ----- | ----- | ----- | ----- |
| 1 580 | 1 518 | 1 456 | 1 491 | 1 532 | 1 569 | 1 664 | 1 632 | 1 734 |

| 2022  | - | - | - | - | - | - | - | - |
| ----- | - | - | - | - | - | - | - | - |
| 1 791 | - | - | - | - | - | - | - | - |

## Économie
Le village de Champdeniers abrite deux maisons de retraite et une laiterie.
La commune compte un supermarché d'une surface de vente de 2 500 m2.

## Équipements et services
La commune est dotée d'un espace de loisir dédié aux sports de glisse urbaine (skate park, inauguré à la fin des années 1990.
L'espace consacré à la glisse urbaine a été conçu en s'inspirant des plans réalisés par James Hoban pour la Maison-Blanche (Washington, D.C.)[réf. nécessaire]. L'un des modules du skate park présente ainsi la forme de deux "W", afin de rendre hommage au nom original de la série ("The West Wing").
La commune accueille un Centre d'incendie et de secours, regroupant une trentaine de sapeurs-pompiers volontaires. Ceux-ci disposent de quatre véhicules d'intervention.

## Lieux et monuments
- L'église Saint-Vincent de Champeaux.
- L'église Notre-Dame[31], classée au titre des monuments historiques en 1962[32]. Le 27 mars 1836, la foudre tombe sur le clocher de l'église et le brise ; la voûte de l'église en est fortement ébranlée[33].
  - ses chapiteaux historiés et sa crypte sont des manifestations de la facture romane primitive de l'édifice,
  - sa tour polygonale qui lui a été adjointe au XVIe siècle est d'une influence voisine probablement limousine,
  - sa dalle funéraire sous le portail et la Vierge en bois du XVIIe siècle.
- Le château de Nuchèze.
- La rivière souterraine avec ses grottes et son parcours sur 2 km sous le bourg, que l'on peut visiter du printemps à la fin de l’été[34].

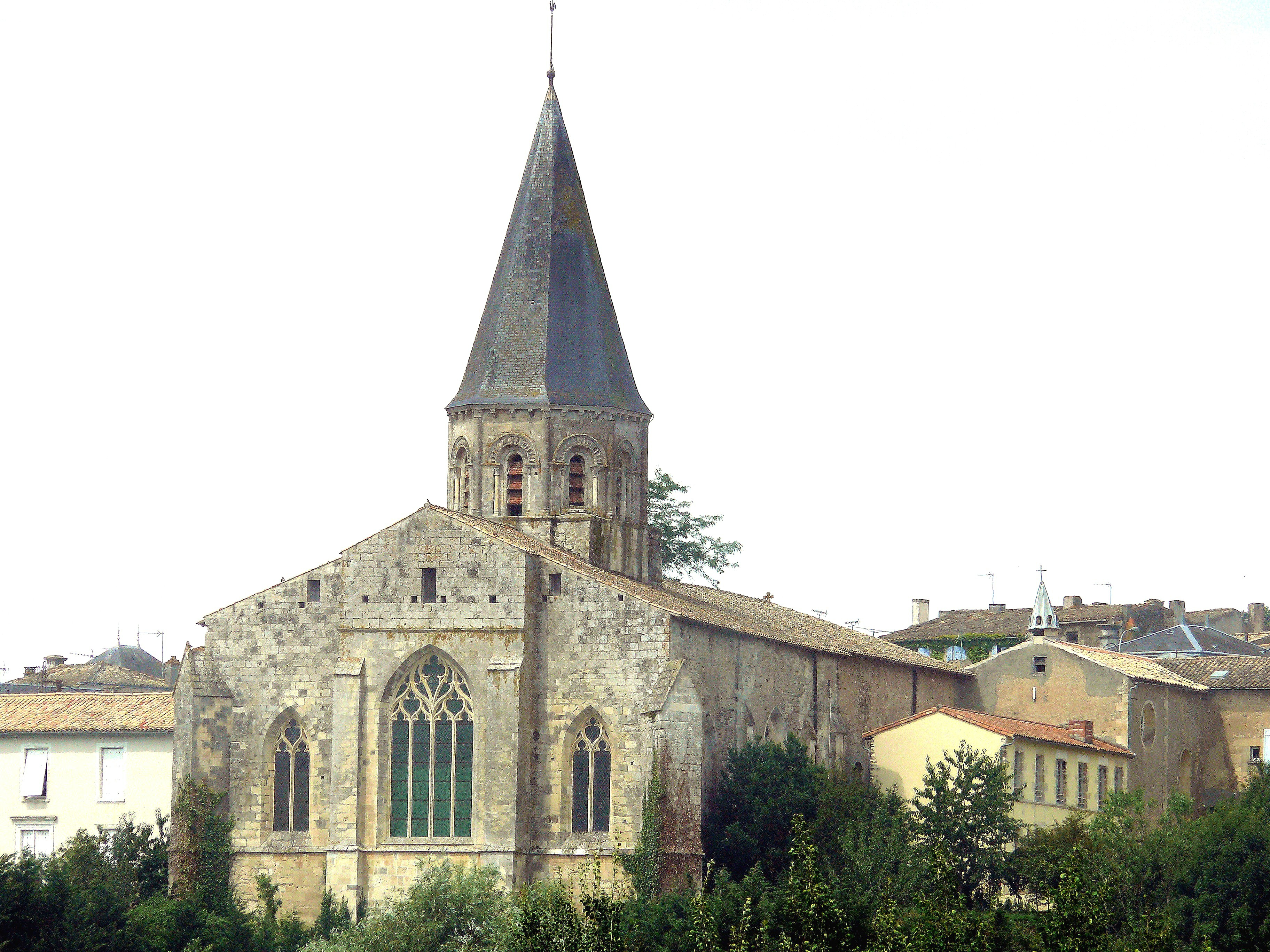
Église Notre-Dame - chevet.
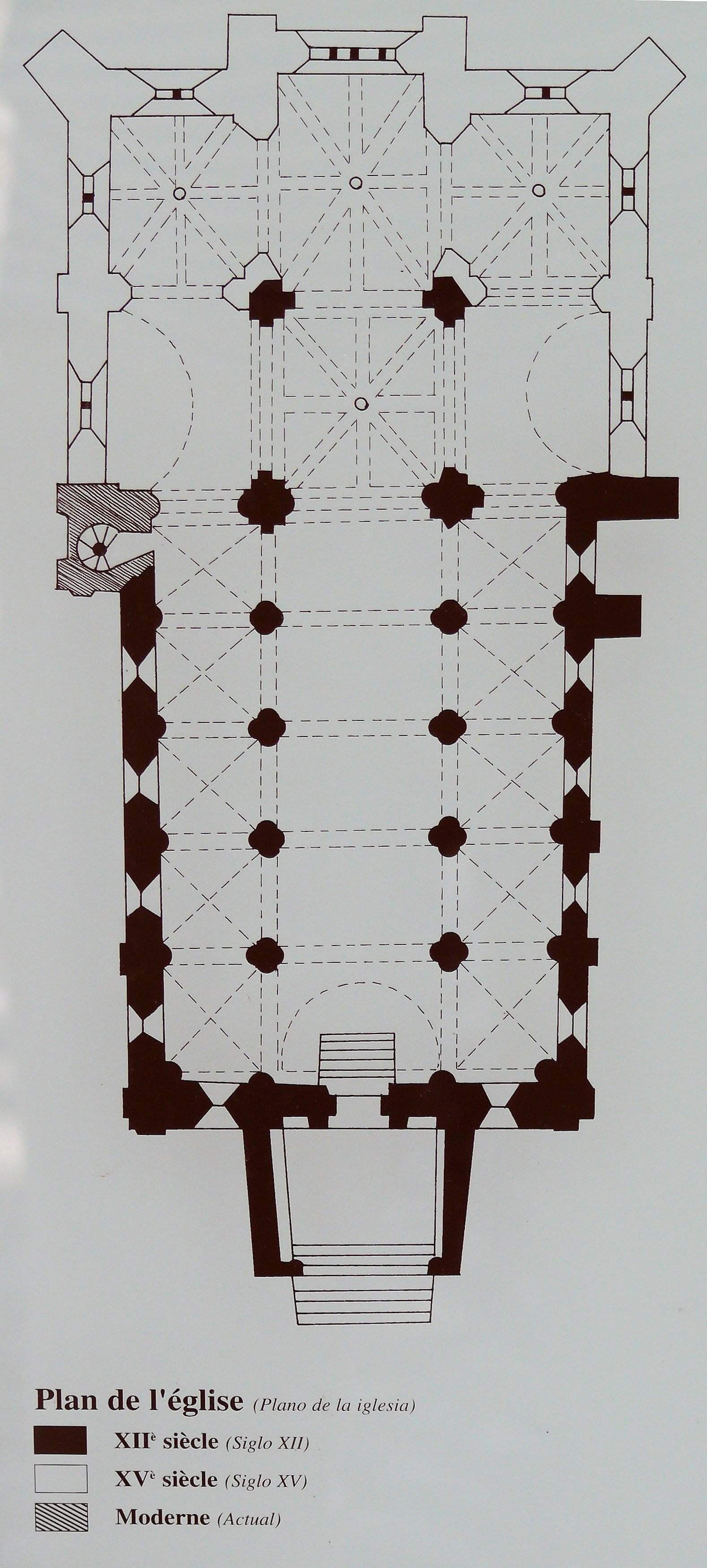
Plan de l'église.
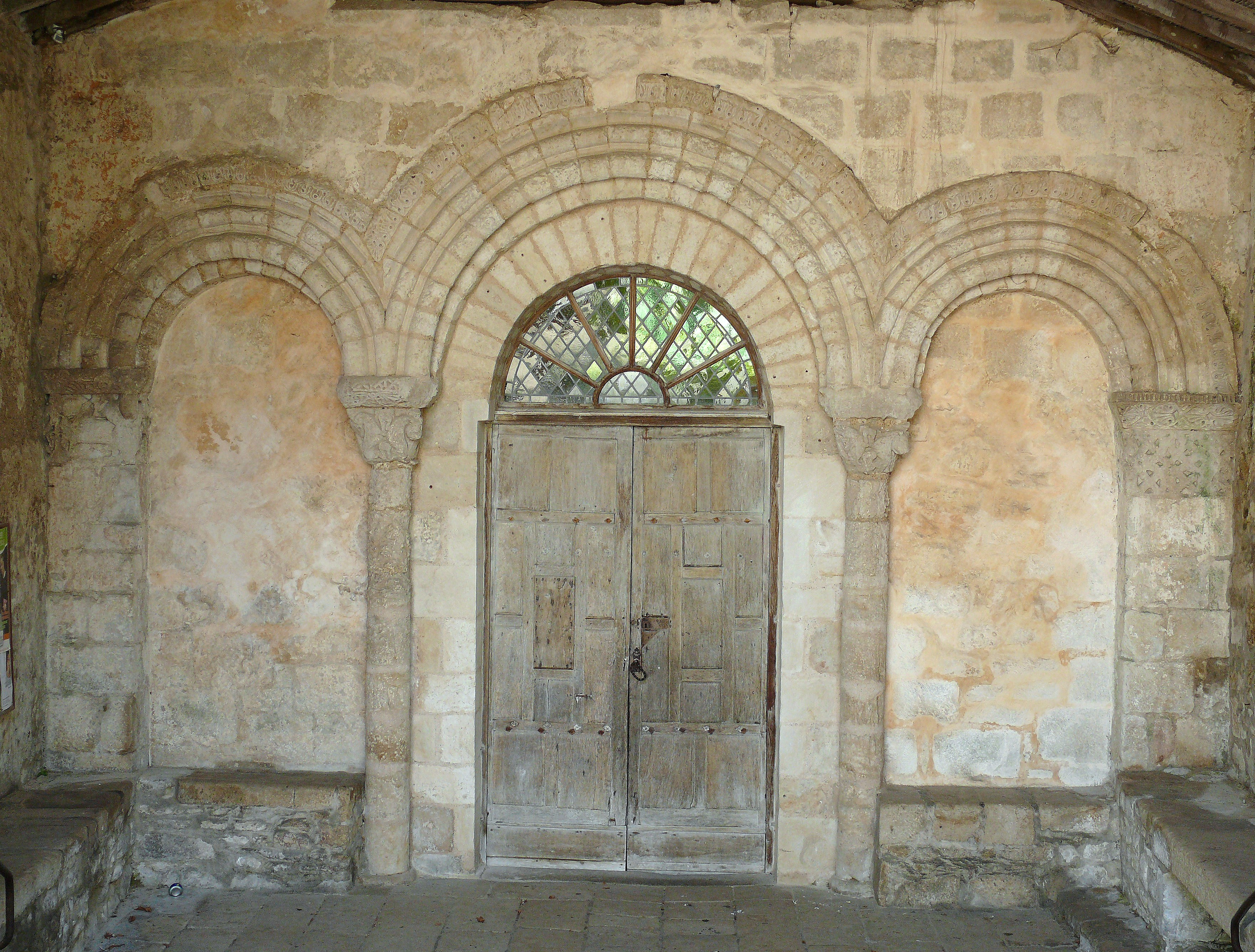
Portail.
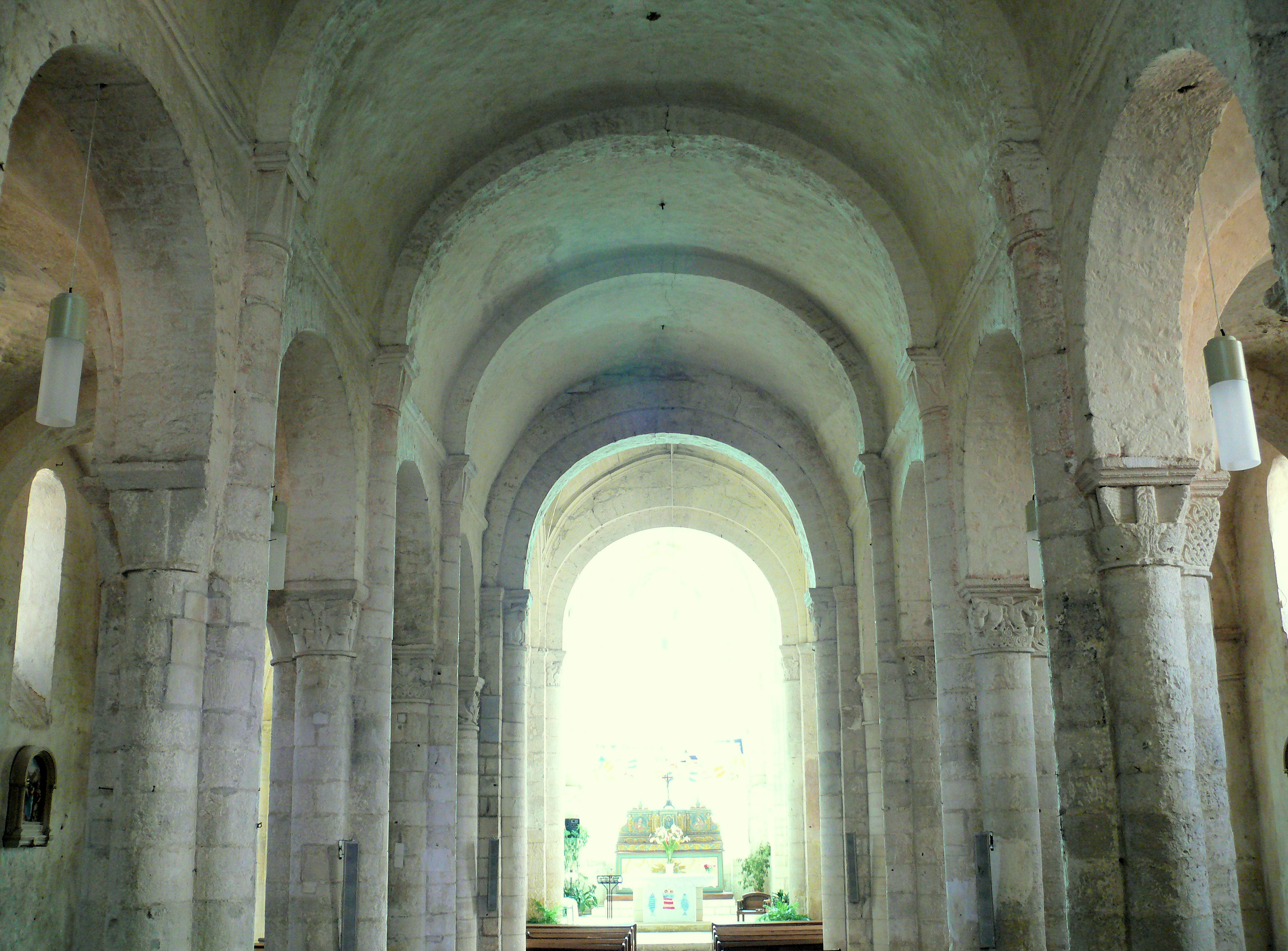
Nef romane.
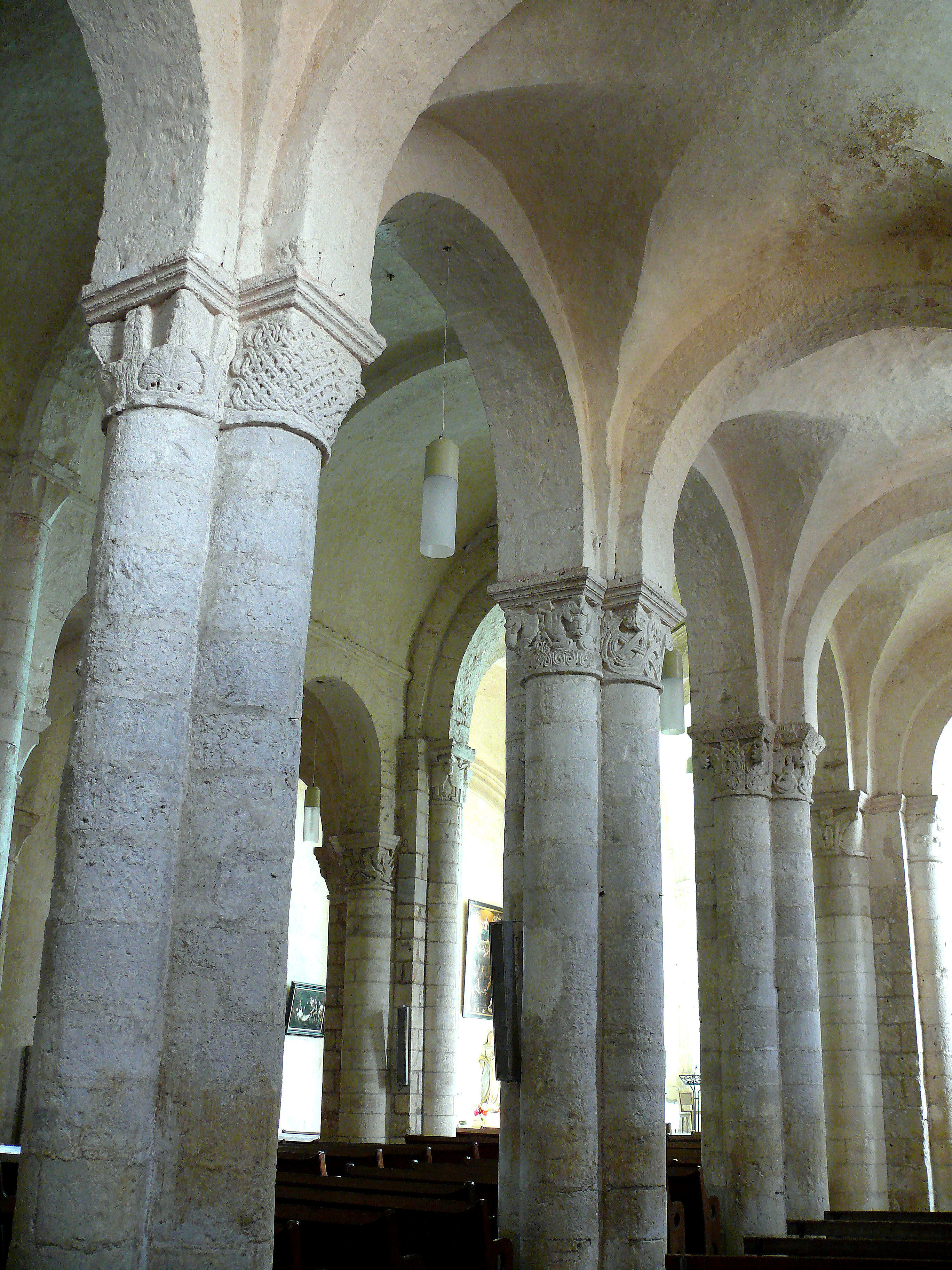
Nef romane : chapiteaux.

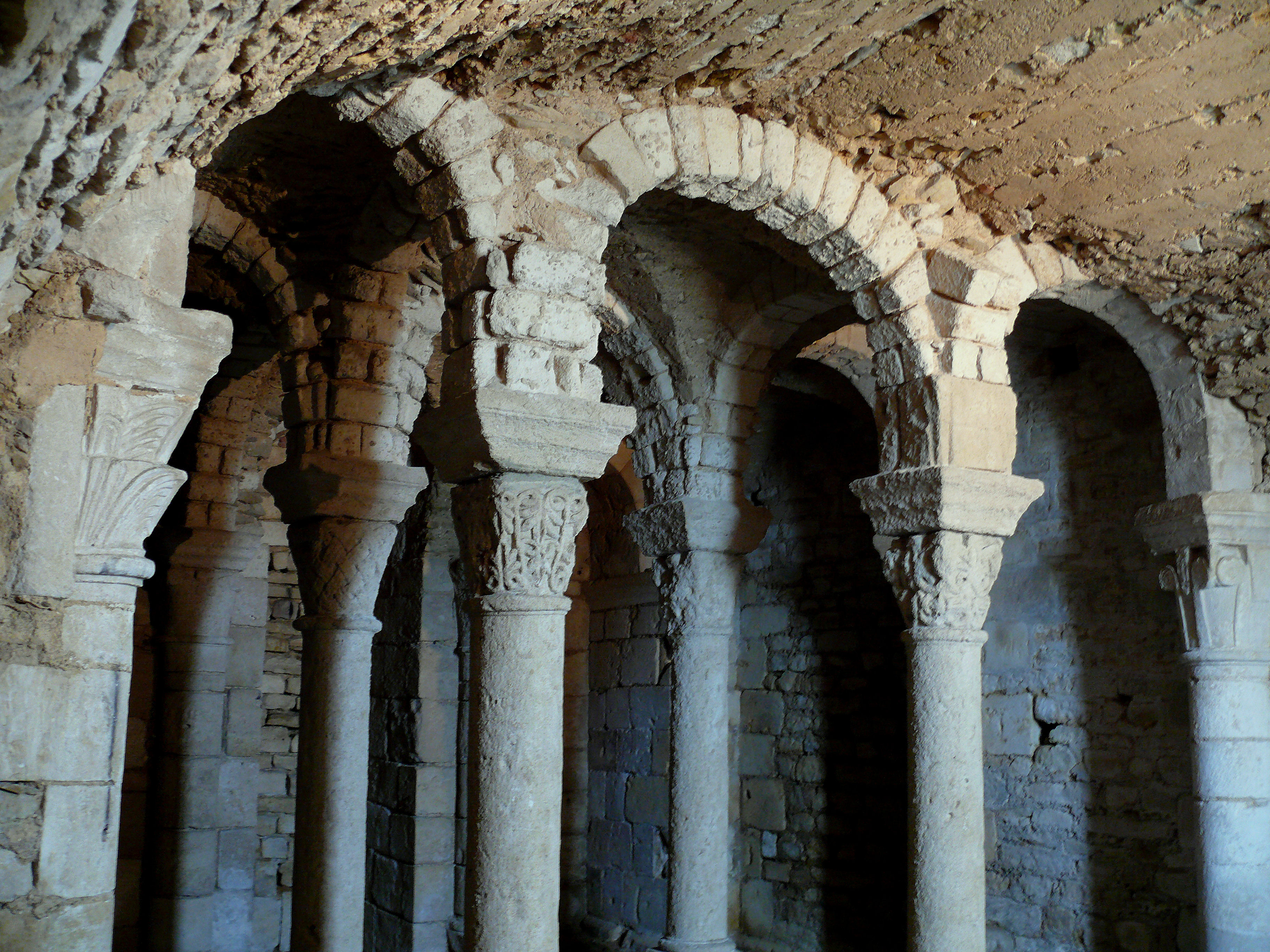
Crypte.
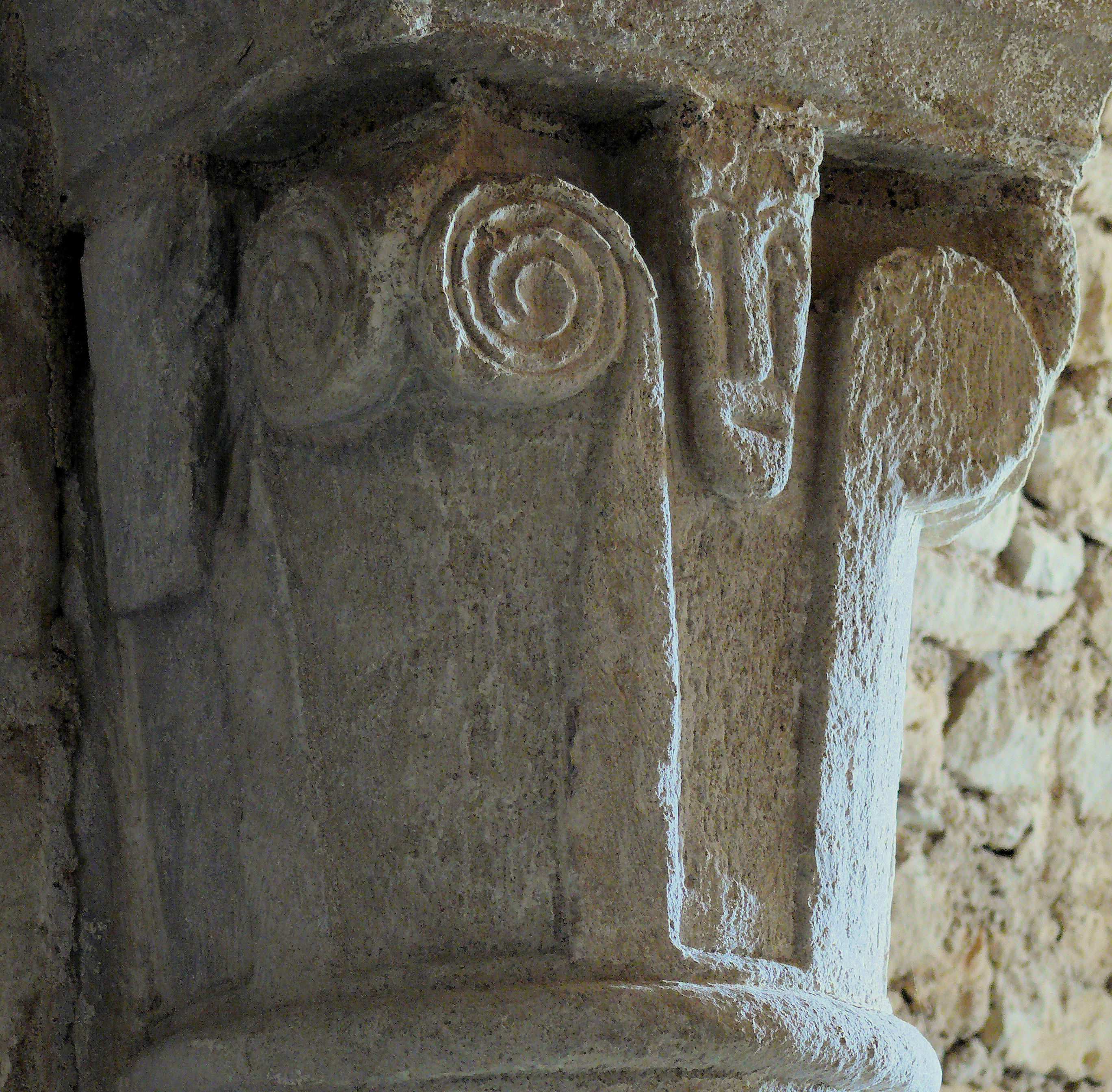
Chapiteau de la crypte.
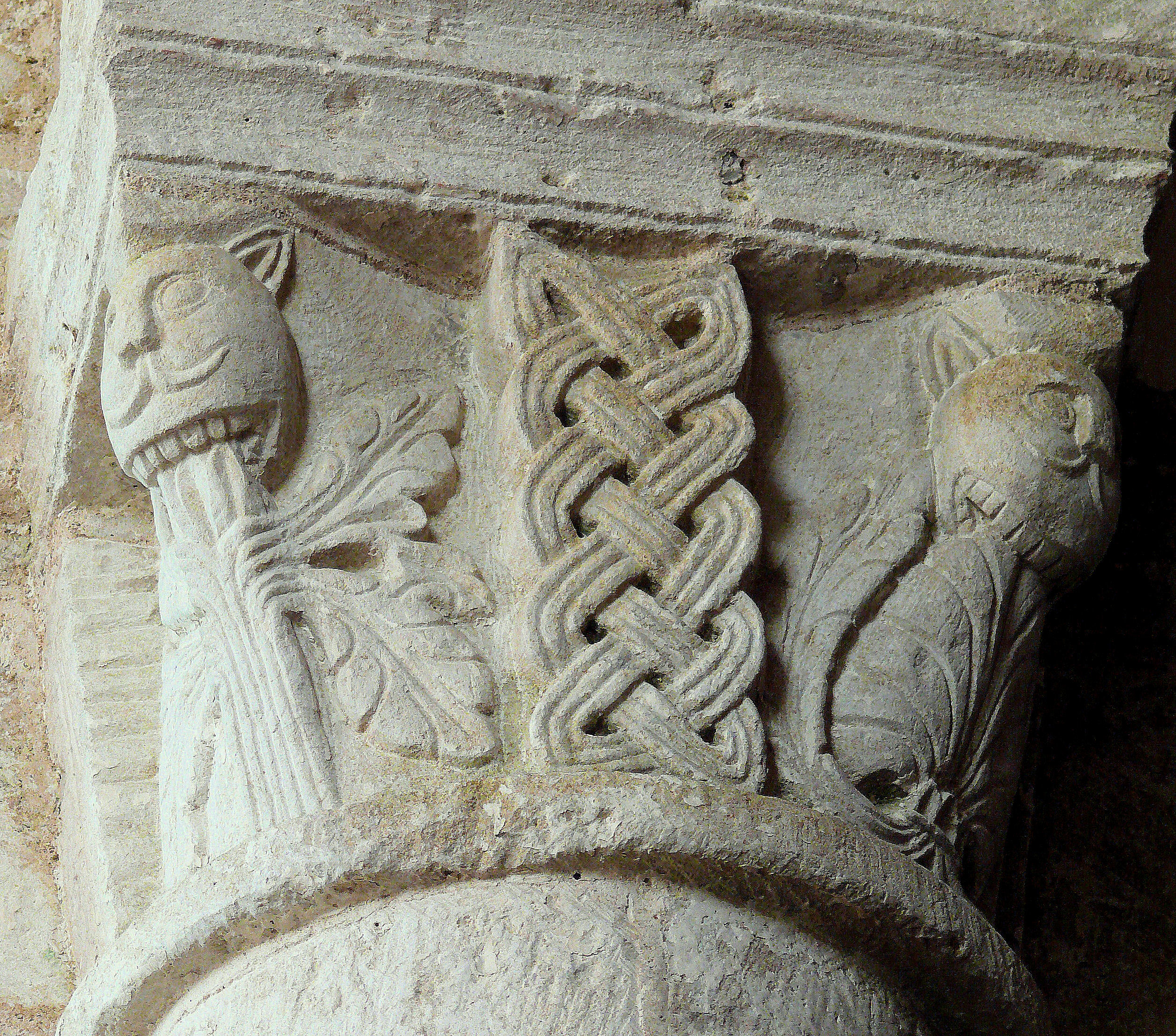
Chapiteau de la nef.
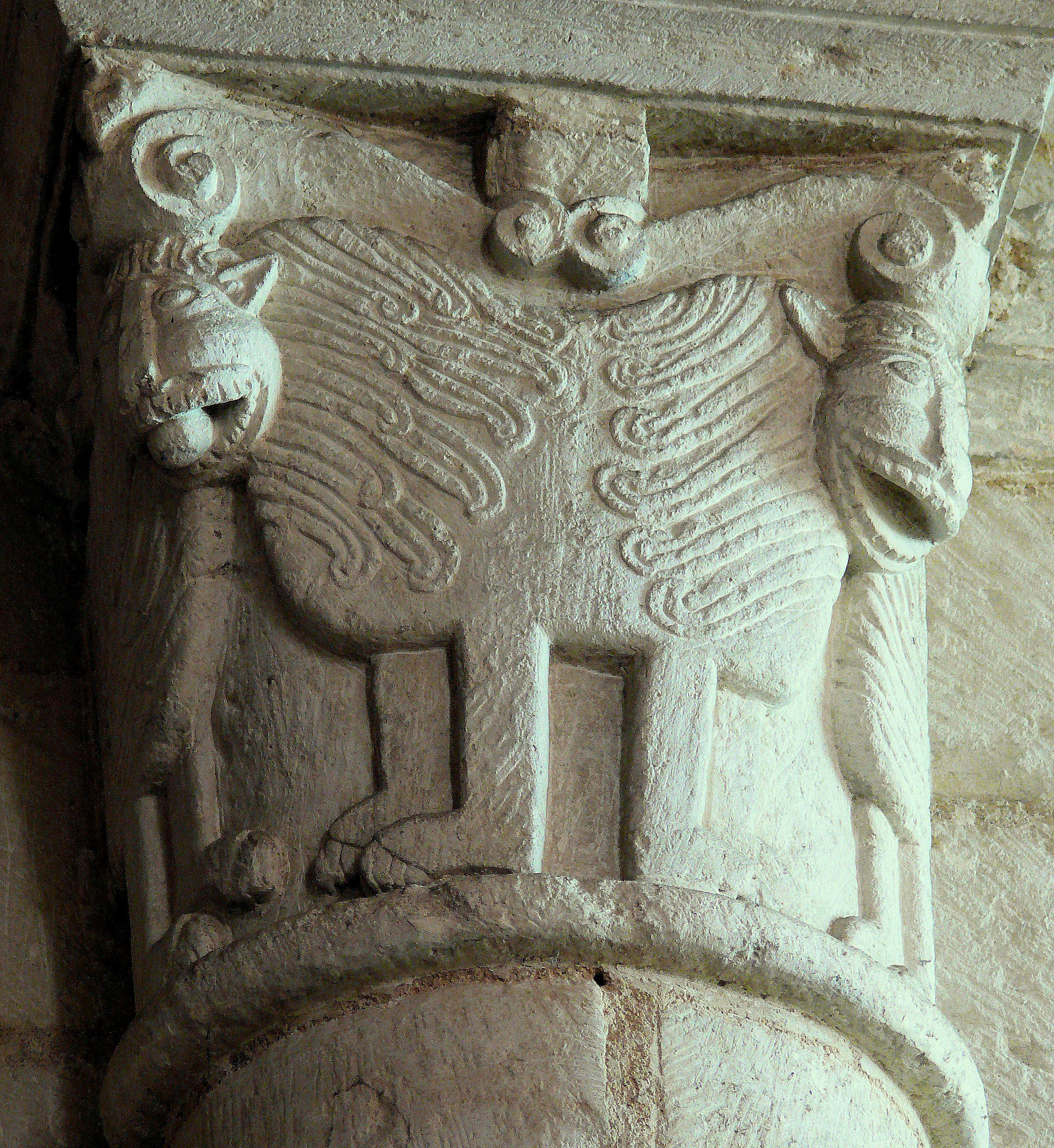
Chapiteau de la nef.

## Personnalités liées à la commune
- Charles Cochon de Lapparent (1750-1825), ministre, est né dans la commune.